# Seu Leandro

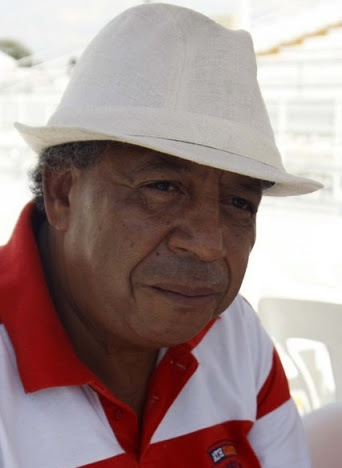
Presidente da Leandro de Itaquera, Seu Leandro, na apuração do carnaval de São Paulo em 2010.

Leandro Alves Martins, também conhecido como Seu Leandro, é um empresário paulistano do bairro de Itaquera, fundador e presidente da escola de samba Leandro de Itaquera. Desde a fundação da escola, ele é o presidente da entidade, fundada a partir de um pedido de sua filha Karen, que como presente de aniversário queria uma escola de samba.